# Cryptocephalus decemmaculatus
Cryptocephalus decemmaculatus là một loài bọ cánh cứng trong họ Chrysomelidae. Loài này được Linnaeus miêu tả khoa học năm 1758.